# Arthur (rivière)
Pour les articles homonymes, voir Arthur.
Le fleuve Arthur (anglais : Arthur River) est un cours d'eau de la région du Southland, dans le District du Fiordland, dans l’Île du Sud de la Nouvelle-Zélande. 

## Géographie
Il s’écoule dans Milford Sound et la section finale du Milford Track suit les berges de la rivière.